# منون شیک
منون شیک (انگلیسی: Manon Schick؛ زادهٔ ۲۵ دسامبر ۱۹۷۴) مدیر عامل اجرایی اهل سوئیس است. وی روزنامه‌نگار، فعال حقوق بشر و از اول مارس ۲۰۱۱ تا ۲۰۲۰ دبیرکل عفو بین‌الملل بخش سوئیس بوده است.

## زندگی‌نامه
منون شیک در لوزان سوئیس جوانی خود را گذراند، او از سنین جوانی به حرفه روزنامه‌نگاری علاقه‌مند بود. هنگامی که ۱۴ سال بیشتر نداشت، ژان مارک ریچارد مجری فرانسوی زیان رادیو راه او را به روزنامه‌نگاری هموار کرد و او به مجری پخش رادیو لوزان تبدیل شد. در ۱۹۹۷ او دوره کارآموزی خود را در مجله لی‌لوستر به پایان رساند. منون بعد از آن تحصیلاتش را در رشته علوم انسانی در دانشگاه لوزان ادامه داد. گزارش‌های خبری مربوط به آپارتاید در آفریقای جنوبی یکی از دلایل اصلی علاقه‌مندی اش به حقوق بشر شد و برای همین به دفاع از آن برخاست.

## فعالیت حرفه‌ای
شیک از ۲۲سالگی در گیر موضوعات مربوط به حقوق بشر و عفو بین‌الملل شد. در ۱۹۹۵ داوطلبانه به این سازمان پیوست. در سال ۲۰۰۳ همراه با بریگادهای صلح بین‌الملل به کلمبیا سفر کرد و به همکاری با گروه‌های حقوق بشر محلی پرداخت. او در سال ۲۰۰۴ سخنگوی رسانه‌ای بخش سوسیالیست سازمان عفو بین‌الملل شد، و سه سال بعد پس از کاترین مورند سرپرست رسانه و بخش لابی عفو بین‌الملل شد.
در ۲۰۱۱ منون شیک جایگزین دانیل بلونی شد و مسئولیت عفو بین‌الملل شعبه سوئیس را عهده‌دار شد. وی به کارهای توضیحی‌اش ادامه داد و اولویت‌های جدیدی را در بخش سوئیس ایجاد کرد از جمله پرداختن به مهاجرت انسان‌ها و حق پناهندگی و مسئولیت شرکت‌ها، جایی که او نیز با بحث‌های چالش‌برانگیز سیاسی مواجه بود.
در مارس ۲۰۱۷ منون کتابی به نام «قهرمانان من زنان متعهد هستند»  منتشر کرد که حاوی زندگی و پرتره ۱۱ تن از زنان فعال حقوق بشر است.

## دبیران عفو بین‌الملل
| دبیرکل         | دفتر        | مبدأ          |
| -------------- | ----------- | ------------- |
| پیتر بنسون     | ۱۹۶۱–۶۶     | بریتانیا      |
| مارکوس بیکو    | ۲۰۱۶–       | آلمان         |
| اریک بکر       | ۱۹۶۶–۶۸     | بریتانیا      |
| مارتین انالز   | ۱۹۶۸–۸۰     | بریتانیا      |
| توماس هاماربرگ | ۱۹۸۰–۸۶     | سوئد          |
| یان مارتین     | ۱۹۸۶–۹۲     | بریتانیا      |
| پیر سین        | ۱۹۹۲–۲۰۰۱   | سنگال         |
| ایرنه خان      | ۲۰۰۱–۱۰     | بنگلادش       |
| سلیل شتی       | ۲۰۱۰ – ۲۰۱۸ | هند           |
| منون شیک       | ۲۰۱۱–۲۰۲۲   | سوئیس         |
| کومی نایدو     | ۲۰۱۸–اکنون  | آفریقای جنوبی |